# Indicatif régional 612

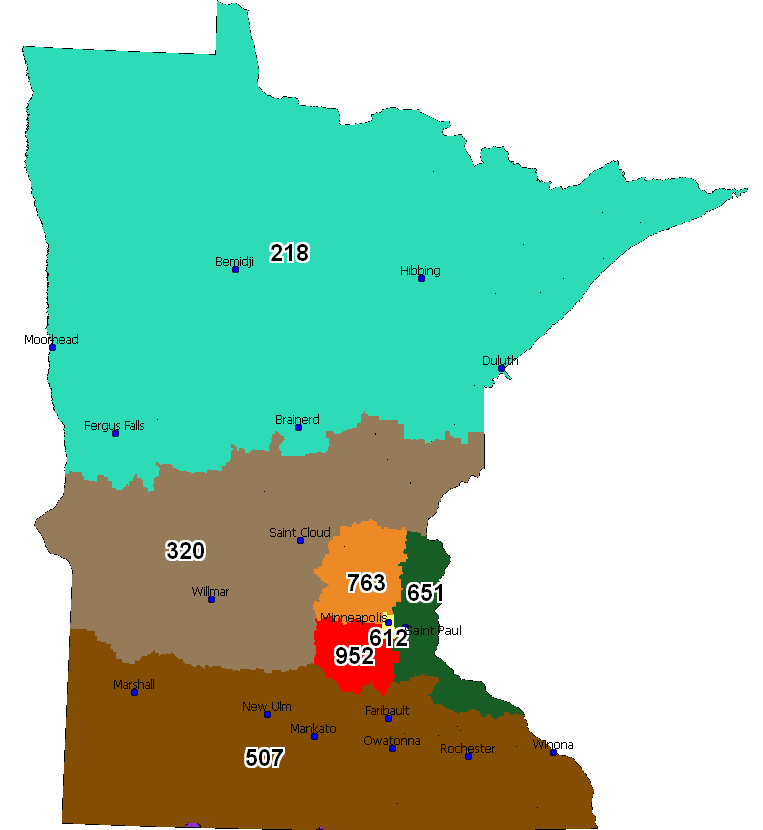
Carte de l'État du Minnesota avec les territoires de ses indicatifs régionaux. L'indicatif régional 612 est en jaune au centre est de l'État.

L'indicatif régional 612 est l'un des indicatifs téléphoniques régionaux de l'État du Minnesota aux États-Unis. Cet indicatif dessert un petit territoire au centre est de l'État. Plus précisément, l'indicatif dessert la ville de Minneapolis ainsi que quelques-unes de ses banlieues rapprochées comme Fort Snelling, St. Anthony et Richfield.
La carte ci-contre indique en jaune le territoire couvert par l'indicatif 612.
L'indicatif régional 612 fait partie du Plan de numérotation nord-américain.

## Villes et communautés desservies par l'indicatif
- Minneapolis
- Richfield
- St. Anthony
- Fort Snelling
- University of Minnesota

## Source
- (en) Cet article est partiellement ou en totalité issu de l’article de Wikipédia en anglais intitulé « Area code 612 » (voir la liste des auteurs).